# تمدد عنق الرحم
تمدد عنق الرحم (بالإنجليزية: Cervical dilation) هو اتساع في مدخل الرحم والذي يحدث أثناء الولادة والإجهاض المستحث أو التلقائي أو أثناء بعض العمليات النسائية. وبالتالي فإن تمدد عنق الرحم قد يحدث بشكل طبيعي أو مستحث بالوسائل الجراحية أو الأدوية.